# AirTag (empresa)
AirTag fue una empresa emergente francesa que ha sido adquirida por Morpho en 2015, cuando esta última era filial de Safran. Era un proveedor de plataformas de pago móvil.

## Historia
AirTag fue fundada en 2006 por Jérémie Leroyer.  Para finales del 2012, ciertos inversionistas habían proporcionado €6 millones en financiación semilla, habiendo la empresa completado una segunda ronda de inversión en 2011 cuando recabó €4 millones.
En octubre del 2008, AirTag lanzó lo que denominó el primer  cajón de desarrollo del software (SDK) para comunicaciones de campo cercano (NFC).  Incluía un lector NFC  y cuatro tipos de etiquetas NFC.  En 2012, la compañía lanzó otro SDK para NFC.  Este incluía las piezas necesarias para realizar pagos vía teléfonos inteligentes.
En 2009, AirTag y su socio Netsize lanzaron al mercado Airtag Pad, una terminal instalada en tiendas en la cual los clientes podían verificar sus puntos de fidelidad, elegir mercadería a su medida, etc.  Reebok adquirió el servicio para su línea de tiendas Go Sport.
Nokia C7, el primer teléfono inteligente del mundo con un circuito integrado NFC, era capaz de coger puntos de lealtad y cupones de descuento en el teléfono, a través de una asociación Nokia-AirTag.
AirTag escribió el programa GoMcDo para teléfonos inteligentes de McDonald's Francia, el cual ha sido uno de los primeros en integrarse con Apple Passbook al poco de lanzarse este último con iOS 6 en 2012.
En 2012, la aplicación móvil de Carrefour para NFC fue escrita por AirTag.  En 2013, el diario francés L'Express clasificó a AirTag como una de las 30 más importantes empresas emergentes de aquel país.  Esa primavera misma, AirTag lanzó   la primera cartera móvil para ordenar y pagar vía teléfono inteligente en KFC; tres meses más tarde, 90% de aquellos quienes instalaron el programa habían colocando órdenes a través de él.  Más tarde ese mismo año, AirTag admitió no ser una empresa rentable.
En 2014, la compañía tenía 50 empleados cuando  publicó programas de comercio móvil para Dia Francia y para Brioche Dorée.

## Controversia
Mientras que AirTag adujo haber comercializado el primer SDK de NFC a fines del 2008, la revista especializada de la industria RFID Update escribió en esa época que ya había SDKs preexistentes de Nokia y de Alvin Systems.